# Louis Muraton
Louis Muraton (Tours, 6 novembre 1855 – Parigi, 20 novembre 1919) è stato un pittore francese.

## Biografia
Louis Muraton era il figlio del pittore Alphonse Muraton e della pittrice Euphémie Duhanot Muraton.
Ha studiato negli ateliers di Alexandre Cabanel, Fernand Cormon e Léon Bonnat e ha frequentato i corsi serali dell'école Nationale supérieure des Beaux-Arts di Parigi.
Fu principalmente un pittore di genere e ritrattista.
Partecipò al Salon des artistes français dal 1886 al 1913 e ottenne una menzione d'onore nel 1889.
Espose anche al Salon d'Hiver dal 1906 al 1914.
Morì all'età di 64 anni a Parigi nel XIV arrondissement il 20 novembre 1919.

## Elenco parziale di opere
- Il primogenito (prima del 1892), olio su tela, 80 x 60 cm, museo di Saint-Brieuc[3].
- Uva e mele, Museo di Blois.
- Cesto di pesche e uva nera, museo di Dieppe.
- Ritratto di donna, Museo di Le Mans.
- Le Député Herminier, museo di Alençon.
- Il fotografo, olio su tela, 176,5 x 126 cm.